# Passagem de Erez

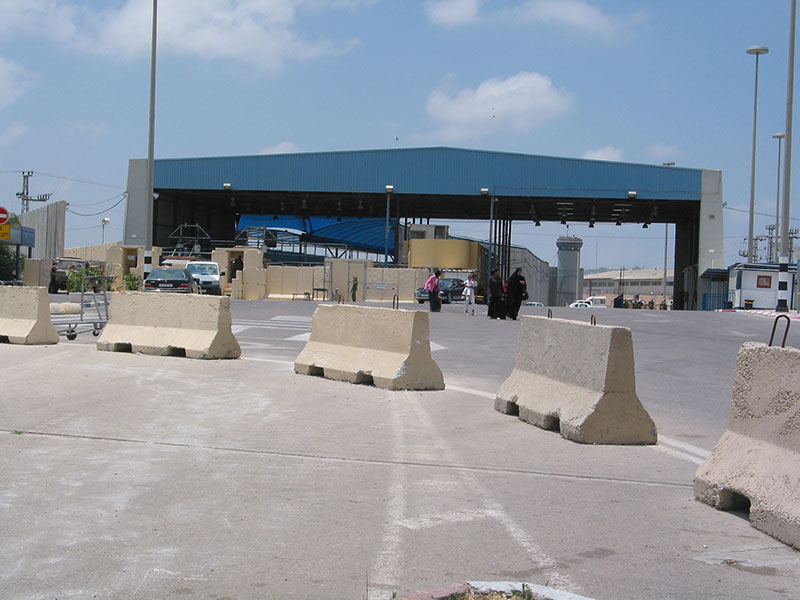
Passagem de Erez, entre a Faixa de Gaza e Israel.

A passagem de Erez (em hebraico:  מעבר ארז) é um terminal de pedestres e de cargas na barreira situada ente a fronteira entre Israel e o território palestino da Faixa de Gaza. A passagem localiza-se no extremo nordeste da Faixa de Gaza e recebe seu nome por ser vizinha do kibutz de Erez, em Israel.
É o maior, mais conhecido e importante ponto de travessia, para a entrada ou saída de bens e pessoas da Faixa de Gaza. A passagem de Erez é parte de um complexo, que até pouco tempo incluía o Parque Industrial de Erez.
Atualmente encontra-se fechada, e é controlada pelo exército de Israel.
A travessia encontra-se restrita a árabes sob a jurisdição da Autoridade Palestina, bem como a egípcios ou oficiais de ajuda internacional.  